# Вертгейм, Юлий
Юлий Вертгейм (Juliusz Wertheim, 1819—1901) — владелец банкирского дома в Варшаве
Отец польский банкир еврейского происхождения Александр Вертгейм (1787 −1849), мать Filipiną Flamm (1800—1826).

13 мая 1869 года соучредитель «С.-Петербургского учётного и ссудного банка».

14 мая 1869 года соучредитель «Русского общества перестрахователей», целью которого было перестраховывать имущество, которое уже было застраховано от огня, а также оказывать дополнительные страховые услуги. Учредителями являлись: действительный статский советник Евгений Иванович Ламанский, тайный советник Александр Карлович Гирс, барон Константин Унгерн-Штенберг, действительный статский советник Рорбек, Федор Федорович Винберг, Гораций Гинцбург, Э. М. Мейер, И. О. Паллизон, А.Кроненберг. Уставной капитал 1 000 000 руб. разделенный на 1 000 паев.. Было ликвидировано 1879 году, так как не получало от российских страховых компаний необходимого объёма рисков, которые продолжали уходить иностранным перестраховщикам.

31 декабря 1869 соучредитель «Варшавского городского кредитного общества», выдававшего ссуды под залог имущества, расположенного на территории Варшавы. Учредителями также были: граф Иосиф Замойский, Иван Блиох, Эдуард Грабовский, князь Фаддей Любомириский, Леопольд Кроненберг, Михаил Стадницкий, Доминик Зелинский.

24 февраля 1870 соучредитель «Коммерческого банка в Варшаве» с уставном капиталом в 1 000 000 руб. Банк выдавал кредиты промышленного характера, ими пользовались прежде всего сахарные заводы, текстильная и железнодорожная промышленность. Инвестируя в промышленность, банк все чаще брал верх над финансовым руководством своих кредиторов. С 2001 года банк поглощен Citibank (Poland).

1 мая 1870 соучредитель «Варшавского страхового от огня общества». Также учредителями являлись: князь Сергей Кочубей, коллежский асессор Федор Паули, купец 1-й гильдии Иван Варгунин, банкир Леопольд Кроненберг, И. Г. Блиох, Г.Гинцбург, Всеволод Истомин, Яков Натансон, книгопродавец Маврикий Вольф. Уставной капитал 2 000 000 руб. посредством выпуска акций по 250 руб. каждая. Общество было одной из восьми страховых компаний, заключивших специальное тарифное соглашение (конвенцию) 1874 года, направленное на недопущение возникновения новых страховых предприятий и раздроблении операций между ними.

27 ноября 1870 года соучредитель «Варшавского товарищества сахарных заводов» совместно с Леопольдом Кроненбергом и купцом 1-й гильдии Генрихом Теплицей. Общество создано для содержания заводов Островского, Валентиновского и Томчинского, принадлежащих Леопольду Кроненбергу. Уставный капитал 5 000 000 руб., разделенных на 10 000 паев по 500 руб. каждый.
Был председателем «Варшавского общества каменноугольной и горнозаводской промышленности». Общество создано 12 июля 1874 года Леопольдом Кроненбергом и Яковом Натансоном для работы в уездах Бендинском, Петроковской губернии, и Олькушском, Келецкой губернии. Уставный капитал 1 500 000 руб. посредством выпуска акций по 250 руб. каждая.

5 апреля 1891 года соучредитель Страхового общества «Заботливость», которое осуществляет страхование жизни и отдельных лиц от несчастного случая. Также учредителями являлись: Ипполит Вавельберг, Станислав Ротванд, Константин Гурский, Эдуард Гербст, Карл Дитрих, граф Томаш Ордынат Замойский, граф Людвиг Красинский, барок Леопольд Кроненберг, Александр Темплер, Карл Шленкер. Уставный капитал 500 000 руб., разделенный посредством акций по 250 руб. каждая.